# Gustavo Sánchez Parra
Gustavo Sánchez Parra (Ciudad de México, 30 de septiembre de 1966) es un actor mexicano de cine, teatro, y televisión.

## Biografía y carrera musical
Estudió en la escuela de Arte Dramático más famosa de México, el Centro Universitario de Teatro de la Universidad Nacional Autónoma de México de 1992 a 1997, además de haber estudiado anteriormente turismo (sin haber concluido) de dónde tuvo el interés por aprender inglés y ser guía para los extranjeros, aprendió a tocar guitarra clásica e ingresar a la entonces Escuela Nacional de Música donde permaneció por espacio de un año y medio, también practicó por años de manera ardua las artes marciales.
Obtuvo su primer papel en el cine en el año 2000 en la aclamada ópera prima de Alejandro González Iñárritu: Amores perros. Dando vida al Jarocho (un sujeto dedicado a las peleas de perros clandestinas), dicha actuación fue galardonada con el premio Ariel como Mejor Actor de Cuadro, por su destacado trabajo. 
Debido a la proyección ganada en su primera película, su labor en el cine se volvió constante, convirtiéndose en un referente del actual cine mexicano. Ha trabajado en producciones nacionales e internacionales como Man on Fire, Los tres entierros de Melquiades Estrada de Tommy Lee Jones, La leyenda del Zorro de Martin Campbell, y Rabia de Sebastián Cordero, entre más de 35 películas.
Fue galardonado con el Premio Honorífico del Festival de Morelia por haber aparecido en más de 40 cortometrajes.

## Filmografía

### Televisión
- Midnight Family (2024) — José Luis Compadre[2]
- Más allá de ti (2023) — Efrén Hinojosa "El Pollero"[3]
- El colapso (2023) — Christhoper[4]
- Historia de un Crimen: Colosio (2019) — Comandante David Rubí Sánchez
- María Magdalena (2018-2019) — Cusas

- El recluso (2018) — Cuauhtémoc
- El César (2017) — Rodolfo Chávez
- La hermandad (2017) — Remigio Vázquez
- Perseguidos (2016-2017) — Coronel Avilés
- Hasta que te conocí (2016) — Óscar
- El Mariachi (2014) — El Buitre
- Cloroformo (2012) — Gomorra
- El encanto del águila (2011) — General Felipe Ángeles
- El equipo (2011) — Jesús García Anzaldua "El Bebe"
- Capadocia (2010) — Víctor Hernández
- Hermanos y detectives (2009) — Peralta
- Ellas son... la alegría del hogar (2009) — Román
- Mundo de fieras (2006-2007) — El Chacal
- Línea nocturna (2006) — Javier de la Mora

### Películas
- Sonido de libertad (2023) — El Calacas
- Violeta al fin (2017) —
- El elegido (2016) — Balderas
- Los Parecidos (2015) — Ulises
- Carga sellada (2014) — Mariscal
- La dictadura perfecta (2014) — El Charro
- La tirisia (2014) — Silvestre
- La delgada línea amarilla (2013) — Mario
- Potosí (2013) — Carlos
- Las búsquedas (2013) — Hombre
- Ciudadano Buelna (2013) — Obregón
- Morelos (2012) — Matías Carranco
- Colosio: El asesinato (2012) — Ortiga
- Get the Gringo (2012) — Size 11
- Días de gracia (2011) — Cara Sanguinetti
- Asalto al cine (2011) — Vigilante
- Año bisiesto (2010) — Arturo
- Sucedió en un día (2010) — Guía veterano
- Depositarios (2010) — Mario
- Chamaco (2009) — Rigoberto Torres
- Rabia (2009) — José María
- Me importas tú... y tú (2009)
- Bala mordida (2009) — Oficial Sánchez
- La última y nos vamos (2009) — La Torta
- Todos hemos pecado (2008) — El Tartamudo
- Sólo quiero caminar (2008) — Recepcionista de hotel
- Casi divas (2008) — Satán
- 7 soles (2008) — El Negro
- Morirse está en hebreo (2007) — Sargento Antúnez
- La misma Luna (2007) — Manuel
- La sangre iluminada (2007) — Mateo
- Lo que se hereda no se hurta (2007)
- Un mundo maravilloso (2006) — Camillero 1
- La leyenda del Zorro (2005) — Guillermo Cortez
- Los tres entierros de Melquiades Estrada (2005) — Tomás
- Ver, oír y callar (2005) — Tacho
- Cero y van 4 (2004) — Felipe (segmento "Barbacoa de Chivo")
- Voces inocentes (2004) — Teniente Ruíz
- Matando Cabos (2004) — Nico
- Man on Fire (2004) — Daniel Sánchez
- Seis días en la oscuridad (2003) — Leo
- Sobreviviente (2003)
- Zurdo (2003) — Jefe Chupacabras
- Asesino en serio (2002) — El Foca
- Vivir mata (2002) — Encargado de vulcanizadora
- Francisca (2002)
- De la calle (2001) — Punk amigo del Cero
- Amores perros (2000) — El Jarocho

### Vídeos
- When You Were Young — The Killers (2006) — Protagónico
- Nunca Es Suficiente — Natalia Lafourcade (2015) — Protagónico

## Premios y nominaciones
- Premios Ariel

| Año  | Categoría             | Película      | Resultado |
| ---- | --------------------- | ------------- | --------- |
| 2001 | Mejor actor de cuadro | Amores perros | Ganador   |

- Festival de Cine de Guadalajara

| Año  | Categoría   | Película | Resultado |
| ---- | ----------- | -------- | --------- |
| 2010 | Mejor Actor | Rabia    | Ganador   |

- Festival de Cine Español de Málaga

| Año  | Categoría              | Película | Resultado |
| ---- | ---------------------- | -------- | --------- |
| 2010 | Mención al Mejor Actor | Rabia    | Ganador   |

- Festival Internacional de Cine de Morelia

|  | Premio Honorífico |